# Pierre Bourdieu
Pierre-Félix Bourdieu (n. 1 august 1930, Denguin, Aquitaine, Franța – d. 23 ianuarie 2002, Paris, Île-de-France, Franța) a fost un sociolog, antropolog și filozof francez. 
A fost profesor de sociologie la Collège de France (din 1981) și director al Centrului de Sociologie Europeană de la École Pratique des Hautes Études și Științe Sociale din Paris (din 1964); în 1993 a fost distins cu „Medalia de aur a Centrului Național de Cercetări Științifice” (CNRS). 
Pierre Bourdieu a explicat modul în care clasele sociale, în special cele conducătoare și intelectuale, își păstrează privilegiile sociale de-a lungul generațiilor, în ciuda mitului conform căruia societatea post-industrială contemporană ar promova egalitatea de șanse și o mobilitate socială ridicată, obținută prin intermediul educației formale. Conceptul său de habitus (dispoziții socialmente dobândite) a influențat puternic științele umaniste și sociale recente, mai ales în perioada postmodernistă.

## Viață și carieră
Bourdieu s-a născut într-o familie din clasa muncitoare, în sudul Franței. A urmat cursurile unui liceu din Pau înainte de a se transfera la o școală mai prestigioasă din Paris. Ulterior, a fost admis la École Normale Supérieure, unde a studiat filosofia sub îndrumarea lui Louis Althusser. După absolvire, a predat la un liceu din Moulins (1954–55).
Recrutat în armată, în 1955 a fost trimis în Algeria, unde ulterior a lucrat ca lector și cercetător la Universitatea din Alger (1958–60). Acolo a desfășurat cercetări etnografice. Experiența sa din Algeria a dus la publicarea lucrării Sociologie de l’Algérie (1958; Algerienii), care i-a adus reputația academică. După întoarcerea în Franța, a predat la Universitatea din Paris (1960–61) și la Universitatea din Lille (1961–64), înainte de a ocupa un post la École Pratique des Hautes Études în 1964. Acolo a înființat Centrul pentru Sociologia Educației și Culturii. În 1981, a devenit titularul catedrei de sociologie la Collège de France.
În cea mai cunoscută lucrare a sa, La Distinction (1979; Distincția), Bourdieu a susținut că persoanele cu capital social și cultural ridicat (sau statut înalt) sunt cei care definesc gusturile dominante și că preferințele individuale provin din mediul și clasa socială în care trăiește fiecare – adică din propriul câmp. Cunoașterea aproape intuitivă a unui individ despre cum să navigheze și să trăiască în acel câmp este ceea ce Bourdieu a numit habitus. Alte lucrări importante ale sale includ Esquisse d’une théorie de la pratique (1972; Schiță pentru o teorie a practicii), Le Sens pratique (1980; Logica practicii), La Noblesse d’état (1989; Nobilimea de stat) și Sur la télévision (1996; Despre televiziune). Din 1975, Bourdieu a fost editor al revistei Actes de la recherche en sciences sociales, iar în 1989 a fondat publicația Liber.
Începând cu anii 1980, Bourdieu s-a implicat activ în viața publică, susținând drepturile șomerilor, ale persoanelor fără adăpost și ale imigranților fără acte. A vorbit împotriva globalizării și neoliberalismului și a comentat frecvent pe teme politice. Un film documentar din 2001 despre Bourdieu, La Sociologie est un sport de combat („Sociologia este un sport de luptă”), a fost un succes surprinzător în Franța.

## Teoria lui Pierre Bourdieu

### Habitus
În teoria lui Bourdieu, habitusul se referă la setul de dispoziții și comportamente internalizate care sunt formate prin experiențele sociale și care influențează percepțiile, acțiunile și gândirea indivizilor. Această categorie explică cum structurile sociale se interiorizează în indivizi. Habitusul este ilustrat de preferințele culinare. De exemplu, o persoană dintr-o familie burgheză poate prefera vinuri fine și mâncăruri sofisticate, în timp ce o persoană dintr-o familie muncitoare ar putea avea alte preferințe, ambele fiind formate de contextul social al fiecăruia.

### Câmpul
Un alt concept central în teoria lui Bourdieu este câmpul. Acesta se referă la un domeniu specific al activităților sociale, cum ar fi politic, educația, arta, sau economia. În fiecare câmp există o structură de putere în care indivizii și grupurile se luptă pentru a obține resurse, recunoaștere și influență. Conceptul de „câmp” este legat de ideea că diferite domenii au reguli și capitale proprii. În câmpul artistic, de exemplu, artiștii concurează pentru recunoaștere și prestigiu, folosind capital cultural și simbolic pentru a se diferenția.

### Capitalul cultural
Capitalul cultural se referă la resursele culturale (cunoștințe, abilități, educație) care pot fi convertite într-un avantaj social și economic. Capitalul cultural nu este doar despre educația formală, ci și despre modalitățile de comportament, gusturi și preferințe care sunt considerate valoroase într-o anumită societate.

### Capitalul simbolic
Capitalul simbolic este o formă de capital care derivă din recunoașterea și aprecierea unui individ sau a unui grup de către ceilalți. Acesta nu este un capital material, ci mai degrabă un tip de „prestigiu” sau „onorabilitate” care poate fi obținut în diferite câmpuri sociale, cum ar fi educația, artele sau politica.

### Violența simbolică
Violență simbolică se referă la impunerea unor valori, norme și semnificații dominante care sunt acceptate ca fiind naturale sau evidente, fără a fi puse sub semnul întrebării. Aceasta este o formă de putere care nu exercită prin constrângere fizică, ci prin influențarea percepțiilor și comportamentul oamenilor.

### Deistoricizare
Deistoricizarea este procesul prin care evenimentele și structurile sociale sunt înțelese fără a ține cont de contextul lor istoric și cultural, ceea ce poate duce la o întelegere eronată a realității sociale.

## Impact
Gândirea sa a exercitat o influență considerabilă asupra științelor umane și sociale, în special în sociologia franceză din a doua jumătate a secolului XX.
Conceputul de habitus a fost preluat și dezvoltat în cercetări despre educație și inegalitate socială. Cu toate acestea, unii critici, precum [numele criticilor, dacă există], au susținut că habitusul subestimează capacitatea indivizilor de a-și depăși condițiile sociale.

## Lucrări
Titlurile semnalate cu un * sunt cele mai accesibile.
- Les Héritiers. Les étudiants et la culture, cu Jean-Claude Passeron, Minuit, 1964
- L’Amour de l’art. Les musées et leur public, Minuit, 1966, 1969, cu Alain Darbel, Dominique Schnapper
- Un Art moyen. Essai sur les usages sociaux de la photographie, Minuit, 1965, cu Luc Boltanski, Robert Castel, J. C. Chamboredon
- Le Métier de sociologue, cu J.C. Passeron et J.C. Chamboredon, Bordas: Mouton, 1968
- La Reproduction. Éléments pour une théorie du système d’enseignement, cu J.C. Passeron, Minuit, 1970
- Esquisse d’une théorie de la pratique, précédé de Trois études d’ethnologie kabyle, Droz, 1972
- La Distinction; Critique sociale du jugement, Minuit, 1979
- Le Sens pratique, Minuit, 1980
- Questions de sociologie, Minuit, 1981*
- Ce que parler veut dire: l'économie des échanges linguistiques, Fayard, 1982
- Homo academicus, Minuit, 1984
- Choses dites, Minuit, 1987*
- La Noblesse d’État. Grandes écoles et esprit de corps, Minuit, 1989
- Les Règles de l’art | Les Règles de l’art. Genèse et structure du champ littéraire, Seuil, 1992
- Réponses. Pour une anthropologie réflexive, Seuil, 1992*, cu Loïc Wacquant
- La Misère du monde, Seuil, 1993 *
- Raisons pratiques. Sur la théorie de l’action, Seuil, 1994*
- Sur la télévision, suivi de L'Emprise du journalisme, Liber, 1996*
- Méditations pascaliennes, Seuil, 1997
- La Domination masculine, Seuil, 1998
- Les Structures sociales de l'économie, Seuil, 2000
- Science de la science et Réflexivité, Raisons d’agir, 2001
- Le Bal des célibataires. Crise de la société paysanne en Béarn, Seuil, 2002
- Esquisse pour une auto-analyse, Raisons d’agir, 2004*